# Herbert Dill
Herbert Dill   (Hannover, 31 d'agost de 1908 - Berlín, 24 d'abril de 1942) fou un atleta alemany, especialista en marxa, que va competir durant la dècada de 1930.
El 1936 va prendre part en els Jocs Olímpics d'Estiu de Berlín, on fou setzè en els 50 quilòmetres marxa del programa d'atletisme.
En el seu palmarès destaca una medalla de plata en els 50 quilòmetres marxa del Campionat d'Europa d'atletisme de 1938, en finalitzar segon rere Harold Whitlock. Guanyà el campionat alemany dels 50 quilòmetres el 1938 i el dels 50 quilòmetres per equips de 1935.
Va morir durant la batalla de les Ardenes de la Segona Guerra Mundial a Nothum, Luxemburg, el 19 de desembre de 1944. És enterrat en una fossa comuna al cementiri de Sandweiler.

## Millors marques
- 50 quilòmetres marxa. 4h 42' 37" (1937)[1]